# Maury City
Maury City – miasto w Stanach Zjednoczonych, w stanie Tennessee, w hrabstwie Crockett.